# Hornborga
Hornborga (švédsky Hornborgasjön) je eutrofní jezero, které se nachází v jihozápadním Švédsku v kraji Västra Götaland, mezi dvěma největšími švédskými jezery Vänern a Vättern, přibližně 15 km jihovýchodně od města Skara. Je to jedna z nejvýznamnějších ptačích oblastí ve Švédsku. Jezero a jeho okolní mokřady jsou od roku 1999 přírodní rezervací. Jezero samotné má rozlohu 28 km2 a celá chráněná oblast má rozlohu 40 km2.

## Historie
Jezero Hornborga vzniklo zhruba před 10 000 lety, kdy roztál ledový příkrov. Přibližně před 2 000 lety byla oblast trvale osídlena, vznikly první vesnice jako jsou Tranum, Bjällum, Bolum a Hornborga. V blízkém okolí jezera se nachází řada památek z doby kamenné a bronzové, například starobylé pohřebiště Ekornavallen poblíž města Falköping. Významnou architektonickou památkou je klášter Varnhem ze 12. století.

## Galerie

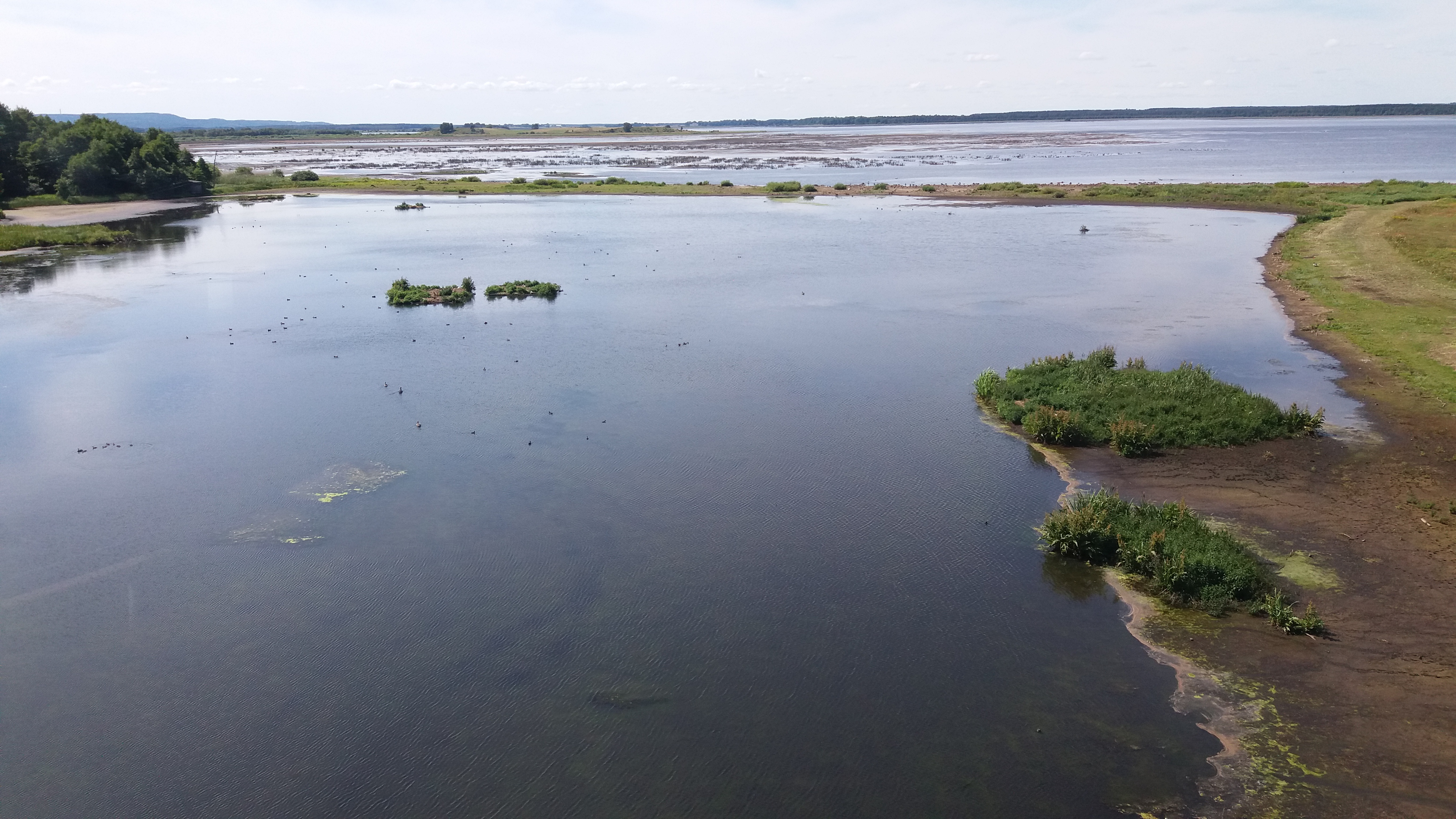
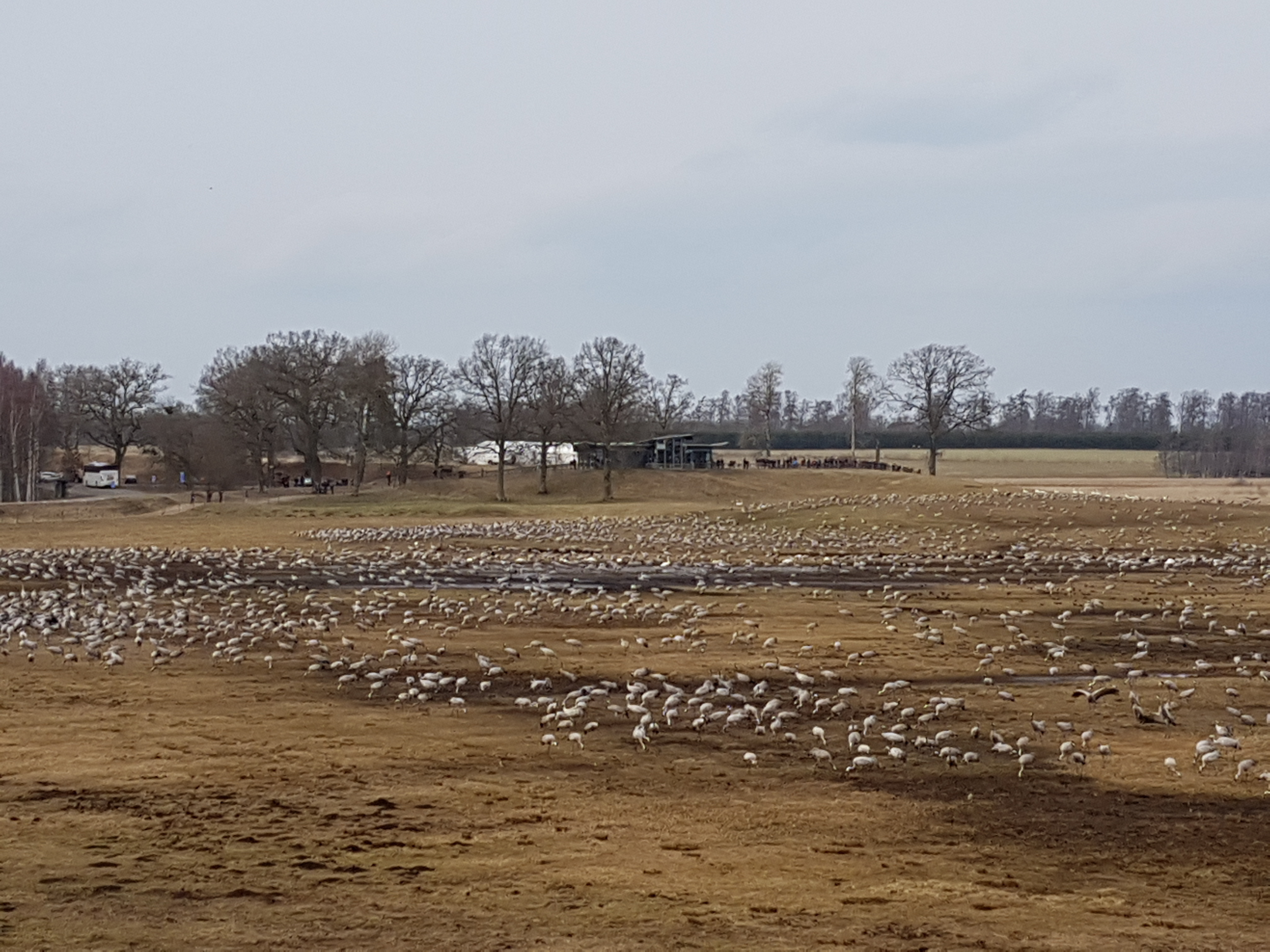
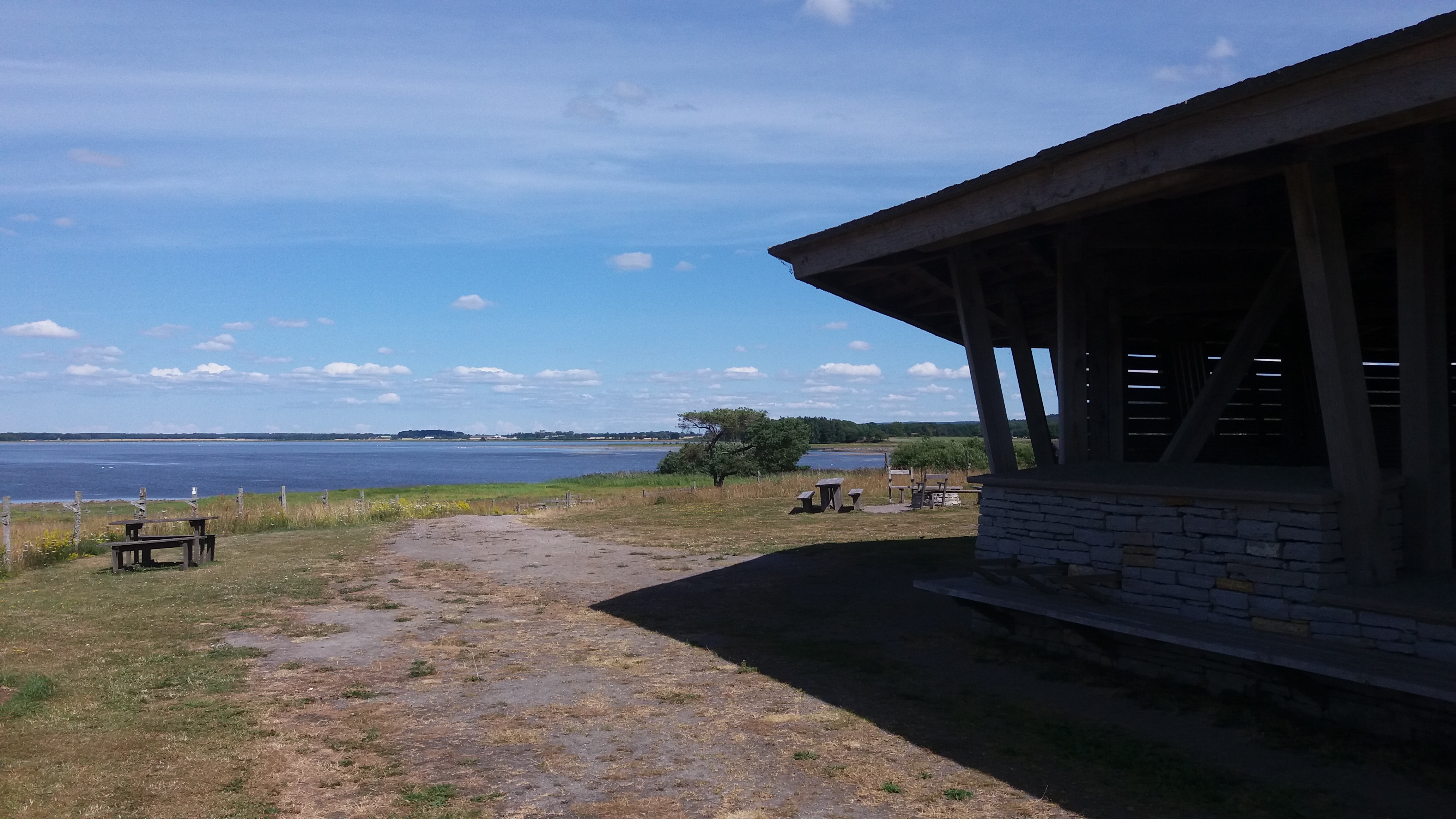
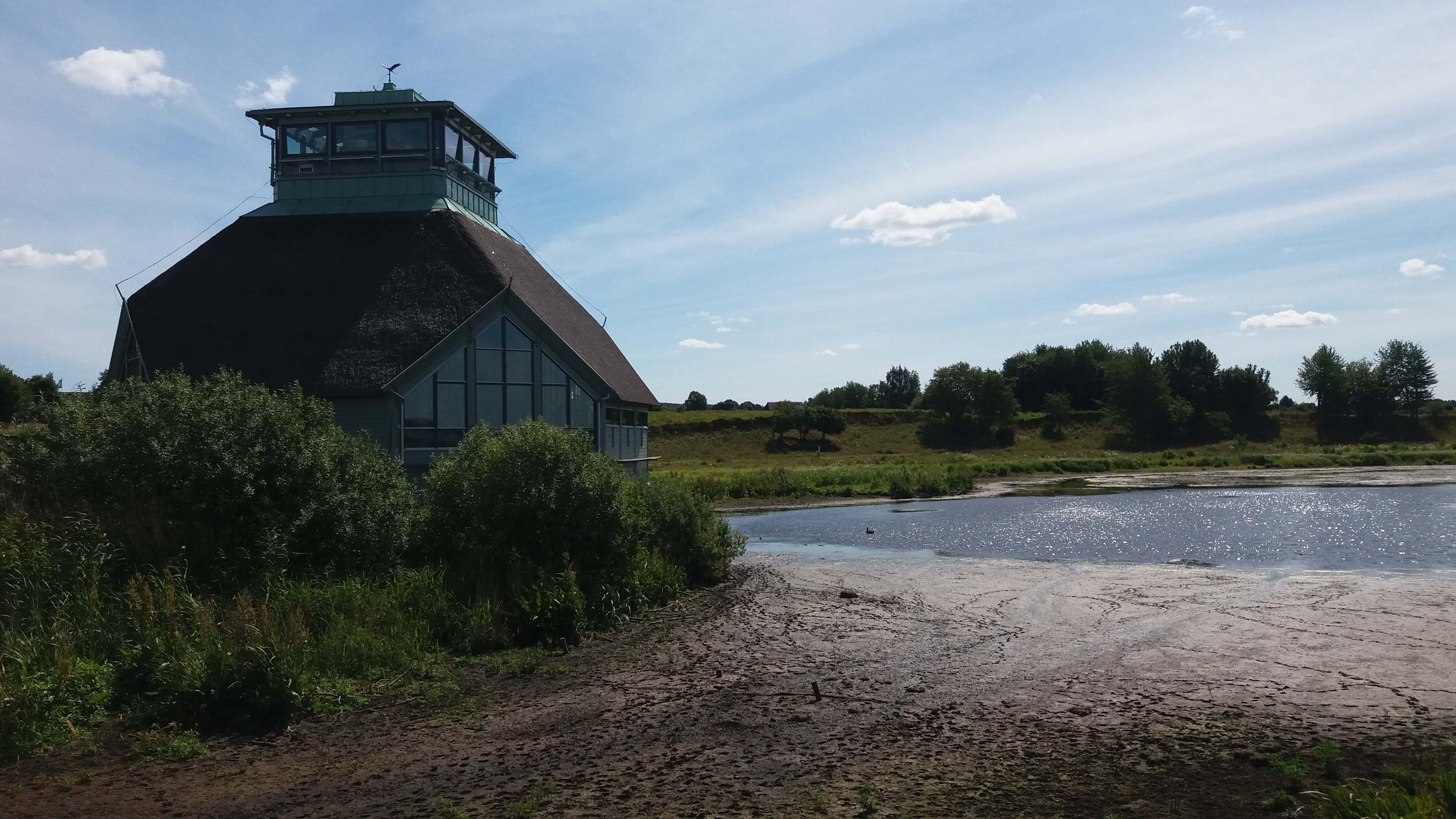

### Revitalizace jezera
Na počátku 19. století se Švédsko ocitlo v hluboké krizi, většina obyvatelstva se živila zemědělstvím, lidé trpěli chudobou a hladomorem. To vedlo k myšlence na zvětšení ploch orné půdy a pastvin, čehož chtěli dosáhnout vysoušením vodních ploch. K prvnímu snížení vodní hladiny jezera Hornborga došlo v roce 1802 a pak ještě čtyřikrát, naposled v roce 1933. Postupně byla vodní plocha zmenšena z 28 km2 na méně než 4 km2, ale místo toho, aby vznikla kvalitní hospodářská půda, stala se oblast bažinou, která postupně zarůstala rákosem.
Přestože se výměra vodní plochy v 19. století snižovala, bylo jezero Hornborga stále ještě koncem 19. století zařazeno mezi jedno z nejdůležitějších ptačích jezer v severní Evropě. Poslední zmenšení jezera v roce 1933 vedlo k jeho zániku a ke vzniku mokřadu. V roce 1965 byla švédská Agentura pro ochranu životního prostředí pověřena vyšetřením možnosti revitalizace jezera Hornborga tak, aby mu byla navrácena podoba významné ptačí oblasti, jakou bývala předtím. K obnově jezera došlo mezi lety 1992 a 1995, kdy byla vodní hladina zvýšena v průměru o 0,9 metru, bylo vytvořeno 11 km kanálů, z plochy jezera bylo odstraněno 1 200 ha rákosin a na okrajích jezera bylo vykáceno 800 ha stromů a křovin. Začalo se s pastvou dobytka, aby se předešlo zarůstání nežádoucí vegetací. Vůdčí osobností celého procesu byl ornitolog dr. Per Olof Swanberg. Celkové náklady na revitalizaci v letech 1965–1995 dosáhly v přepočtu na dnešní ceny 200 milionů švédských korun.

## Ptačí oblast
Jezero Hornborga je známé tím, že se zde každoročně shromažďují tisíce jeřábů popelavých (Grus grus), kteří se zde zastaví na jaře, aby si odpočinuli a nakrmili se. Někteří jeřábi zde i zahnízdí, většina jich pokračuje na hnízdiště v centrálním Švédsku a Norsku. Jezero Hornborga je pro jeřáby vhodným místem pro zastavení z několika důvodů. Je to příhodné nocoviště s mělkou vodou, nachází se jen jeden den letu z významného shromaždiště v oblasti Rügen-Bock v Německu na pobřeží Baltu a jeřábi zde mají dostatečné množství potravy. V jižní části jezera byla zřízena krmná plocha o velikosti 20 ha, krmí se ječmenem. Za tímto účelem je nutno každoročně zabezpečit 80 až 100 tun ječmene. Jeřábi jsou tímto přilákáni k bezpečným místům, kde najdou potravu a kde neškodí na zemědělských plodinách. Jeřábi se zde zastavují i při podzimním tahu, kdy odlétají do zimovišť v jižní Evropě. Jarní tah se uskutečňuje v období od poloviny března do poloviny dubna a podzimní tah je na přelomu září a října. Jeřábi jsou denně sčítáni a jejich počet dosahuje až 15 000 ptáků, v ojedinělých případech i více. Rekord je z 3. dubna 2019, kdy bylo na místě celkem 27 300 jeřábů. V roce 2022 byl nejvyšší počet zaznamenán 2. dubna, a to 20 900 jeřábů.
Přímo na jezeře a v jeho okolí hnízdí více než 100 druhů ptáků, mezi nimi potápka rudokrká (Podiceps grisegena), potápka černokrká (Podiceps nigricollis), potápka roháč (Podiceps cristatus) nebo labuť zpěvná (Cygnus cygnus). V posledních letech hnízdí v oblasti jezera také orel mořský (Haliaeetus albicilla) a orlovec říční (Pandion haliaetus).

### Pozorování
Jeřáby a ostatní ptáky lze pozorovat z devíti pozorovatelen a pozorovacích věžiček. Bližší informace lze získat v turistických centrech v Falköpingu, Skövde a Skaře. Každoročně je v době tahu spuštěna webkamera, jeřáby a ostatní ptáky lze sledovat online.